# Proteste contro l'invasione russa dell'Ucraina del 2022
In seguito all'invasione russa dell'Ucraina del 2022, iniziata il 24 febbraio 2022, si sono verificate proteste, perlopiù contro l'invasione e per la pace, a livello globale.

## In Russia
Dopo l'invasione dell'Ucraina il 24 febbraio 2022, sono scoppiate manifestazioni e proteste contro la guerra in tutta la Russia. Oltre alle manifestazioni, sono state redatte lettere e aperte numerose petizioni in opposizione alla guerra e numerosi personaggi pubblici sia culturali che politici, hanno rilasciato lettere contro la guerra.
Le proteste sono state accolte con una diffusa repressione da parte delle autorità russe. Secondo OVD-Info, almeno 14 906 persone sono state detenute dal 24 febbraio al 13 marzo 2022, incluso il più grande arresto di massa in un giorno nella storia della Russia post-sovietica il 6 marzo. Le organizzazioni per i diritti umani e i giornalisti hanno sollevato preoccupazioni per la brutalità della polizia durante gli arresti e OVD-Info ha segnalato diversi casi di manifestanti torturati durante la detenzione. Il governo si è anche mosso per reprimere altre forme di opposizione alla guerra, compresa l'introduzione di diffuse misure di censura. Altre persone che hanno firmato petizioni contro la guerra hanno subito rappresaglie.

### Manifestazioni

#### Febbraio

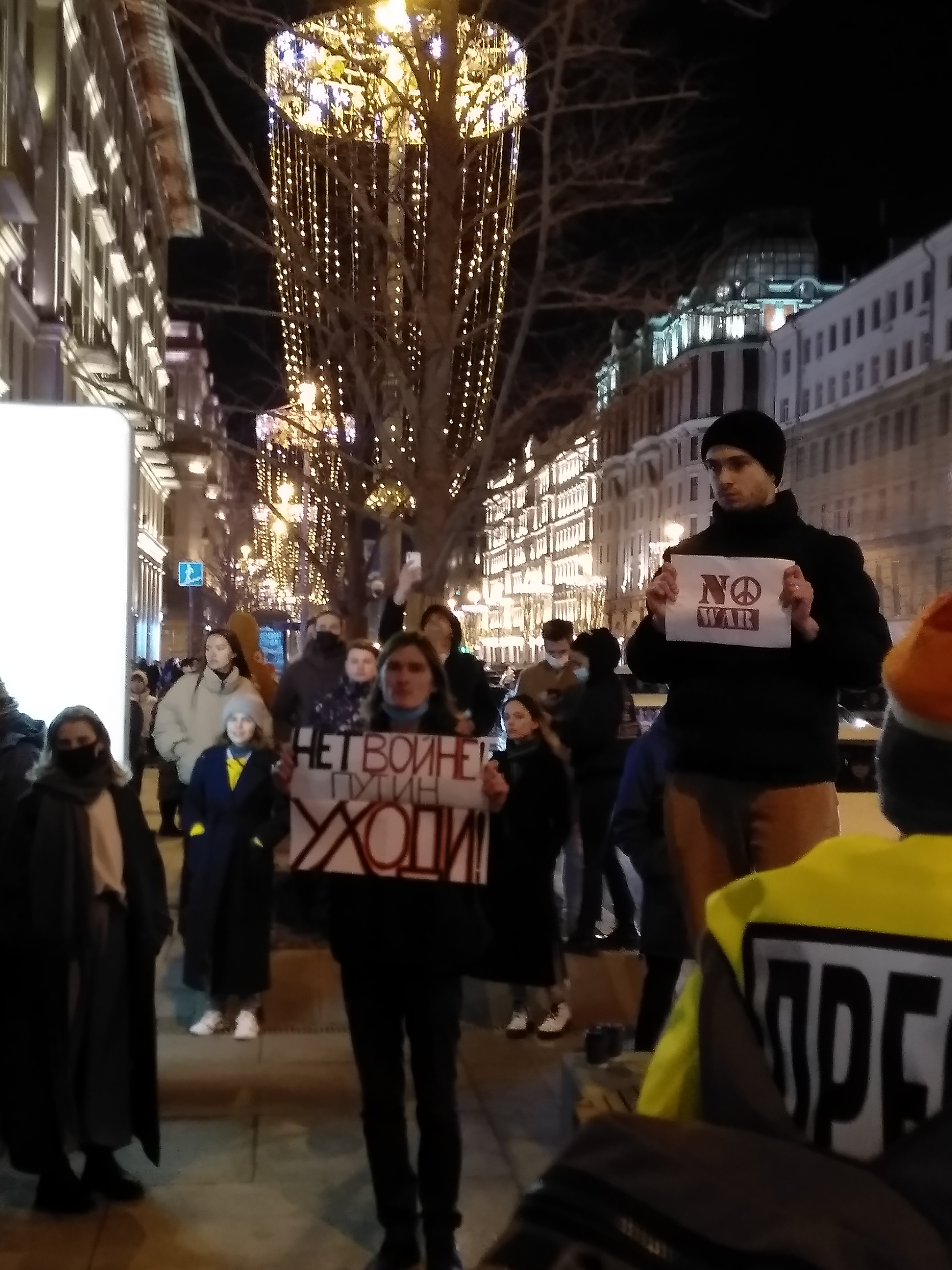
Manifestanti a Mosca il 24 febbraio.

Nel pomeriggio dell'invasione, il Comitato investigativo russo ha avvertito i russi che avrebbero dovuto affrontare ripercussioni legali per essersi uniti alle proteste non autorizzate relative alla "tesa situazione della politica estera". L'attivista dell'opposizione Marina Litvinovič ha invitato su Instagram a protestare la sera del 24 febbraio ma è stata arrestata dalla polizia mentre usciva di casa. Quella sera, migliaia di persone sono scese in piazza nelle città russe per protestare contro la guerra, tra cui circa 2 000 manifestanti a piazza Puškinskaja a Mosca, 1 000 a San Pietroburgo, e centinaia a Ekaterinburg, a Čeljabinsk, Nižnij Novgorod, Novosibirsk e Perm'. Alla fine della sera del 24, secondo il monitor OVD-Info, c'erano stati 1 820 arresti in 58 città, di cui 1 002 a Mosca. Il ministero dell'Interno russo ha giustificato questi arresti con continue "restrizioni relative al coronavirus, anche su eventi pubblici".
Il 25 febbraio sono continuate le proteste a Mosca, a San Pietroburgo e in altre città. A San Pietroburgo diverse centinaia di persone si sono radunate nel centro della città, gridando "No alla guerra!". OVD-Info ha segnalato 437 arresti in 26 città russe quel giorno.
Il 26 febbraio, alcuni manifestanti russi, per ridurre le possibilità di arresto, hanno organizzato proteste individuali a Mosca e in altre piazze cittadine. Altri si sono riuniti in piccoli gruppi per muoversi più agilmente per le strade. A Ekaterinburg centinaia di persone si sono radunate gridando "No alla guerra!". Nel corso della giornata almeno 469 persone sono state arrestate in 34 città, di cui circa la metà a Mosca, portando il numero totale degli arresti a oltre 3 000
Il 27 febbraio, le proteste hanno coinciso con il settimo anniversario dell'assassinio del politico dell'opposizione Boris Nemcov e si sono verificati arresti ad un suo memoriale improvvisato fuori al Cremlino, dove è stato fucilato Nemcov. Circa 1 000 persone si sono radunate per una manifestazione spontanea contro la guerra vicino a Gostinyj dvor a San Pietroburgo. Secondo OVD-Info, entro domenica sera, la polizia aveva arrestato almeno 900 russi in 44 città, portando il numero totale di arresti a oltre 4 000 dall'inizio della guerra. Alla fine della giornata, secondo OVD-Info la polizia aveva compiuto 2 710 arresti (almeno 5 844 in totale dall'inizio della guerra). Alcune fazioni del Partito Comunista della Federazione Russa (generalmente a favore di Putin e dell'invasione), il Partito della Libertà Popolare, e Jabloko, si sono espressi contro l'invasione, questi ultimi iniziando una petizione anti-guerra firmata da oltre 40 000 persone in 2 giorni. Lo stesso giorno, un furgone con delle scritte che dicevano "Gente, svegliatevi!", "Questa è guerra", "Putin è feccia!" si è schiantato e ha preso fuoco in piazza Puškinskaja a Mosca.

#### Marzo

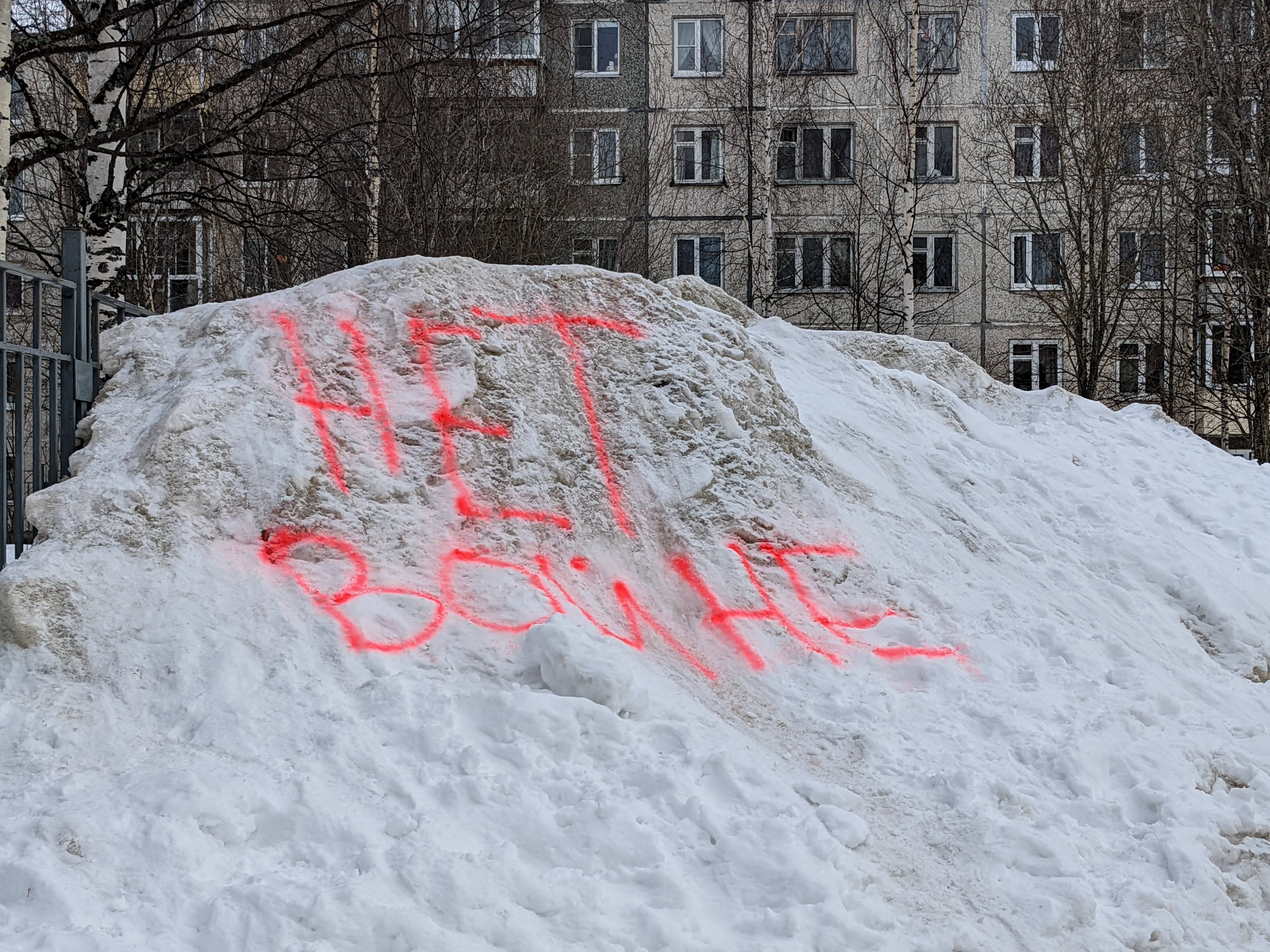
Scritta "No alla guerra" a Petrozavodsk, 5 marzo 2022.

Il 1º marzo sono apparse sui social media notizie e fotografie, ripubblicate e confermate anche da Novaja Gazeta, che mostravano bambini delle scuole elementari dietro le sbarre, arrestati dalla polizia a Mosca per aver deposto fiori all'ambasciata ucraina e con in mano cartelli che dicevano "No alla guerra". Un centro di detenzione speciale istituito a Ekaterinburg ha esaurito lo spazio per i prigionieri arrestati durante le proteste.
Il 2 marzo, l'artista Elena Osipova, 77enne, è stata tra gli arrestati durante una protesta contro la guerra a San Pietroburgo. I video del suo arresto sono stati ampiamente condivisi su Twitter e Reddit. L'azione della polizia contro i manifestanti è proseguita il giorno successivo.
Il 4 marzo, l'attivista Julija Galjamina è stata arrestata e tenuta in custodia in attesa del processo, accusata di aver violato la legge sugli eventi pubblici nel tentativo di organizzare una protesta contro la guerra.
Il 5 marzo, prima delle proteste previste per il 6 marzo, la polizia russa ha fatto irruzione, perquisito e arrestato centinaia di giornalisti, politici e attivisti russi. Il 6 marzo hanno protestato decine di migliaia di persone in almeno 60 città, tra cui Vladivostok, Irkutsk e Chabarovsk. OVD-Info ha riportato oltre 5 000 arresti nel corso della giornata. Il ministero dell'interno russo ha riferito di oltre 3 500 arresti. Un video che mostrava il governatore dell'Oblast' di Kemerovo Sergej Civilëv che tentava di giustificare l'invasione ai manifestanti quel giorno è diventato virale. Il numero totale degli arresti ha raggiunto complessivamente 13 000 il 6 marzo.
L'8 marzo, Giornata internazionale della donna, il movimento della Resistenza Femminista Anti-Guerra ha riferito che le donne hanno deposto fiori sui monumenti di guerra in 94 città, tra cui 68 città russe. La polizia ha ordinato alle donne che deponevano fiori a Gostinyj dvor a San Pietroburgo di disperdersi e ha effettuato almeno 5 arresti. A Mosca i Giardini di Alessandro sono stati chiusi per bloccare l'accesso alla Tomba del milite ignoto, quindi i fiori sono stati lasciati nelle vicinanze. Almeno 93 persone, di cui almeno 60 a Mosca (tra cui 11 ragazze in piazza Manežnaja), sono state arrestate.
Nella settimana successiva alla Giornata internazionale della donna, diversi video sono diventati virali sui social media e mostravano la polizia russa che arrestava i manifestanti per aver semplicemente alzato un cartello bianco. Un altro arresto diventato virale è stato quello di una donna, arrestata per aver alzato un piccolo cartello che diceva "два слова" ("due parole" in russo). Entro la fine di marzo, è stato riferito che le proteste di massa si sarebbero in gran parte placate a causa della repressione delle autorità russe. Sono continuati alcuni atti individuali minori di opposizione alla guerra.

#### Da aprile 2022
Il pubblico ha organizzato una protesta contro la guerra al concerto del gruppo russo Kis-Kis a San Pietroburgo nel maggio 2022.
Sono circolate notizie non confermate su una protesta prevista per il 12 giugno, Giornata della Russia, che alla fine non ha avuto luogo. Le autorità di Mosca hanno arrestato 50 persone legate a tale eventuale protesta, utilizzando un software di riconoscimento facciale.

### Proteste militari
A Voronež e Luchovicy sono stati registrati casi di incendio doloso negli uffici di arruolamento militare e nei dipartimenti di polizia a Krasnojarsk e Smolensk. In tutti sono state usate bottiglie Molotov. È stato riferito che alcuni soldati russi avrebbero disobbedito agli ordini di unirsi all'invasione. Il 12 marzo è stato riferito che circa 80 marines si erano rifiutati di combattere dopo essere stati schierati a Cherson e sono stati rimpatriati in Crimea. Il 7 aprile, il quotidiano di Pskov Pskovskaja Gubernija ha riferito che circa 60 paracadutisti russi in Bielorussia avevano rifiutato gli ordini, riferendo inoltre che i comandanti russi stavano bloccando i tentativi dei soldati di dimettersi dall'esercito russo e indirizzando invece quei soldati ai pubblici ministeri.

### Altre azioni dirette
Oltre alle proteste, gli attivisti anti-guerra hanno anche affisso adesivi contro la guerra nei quartieri, scritto messaggi contro la guerra sulle banconote e hanno appeso manifesti che imitano i manifesti di persone scomparse, ma contenenti, invece, informazioni sui soldati russi uccisi nell'invasione L'artista Aleksandra Skočilenko è stata arrestata per aver sostituito le etichette dei supermercati con messaggi di protesta contro l'attacco aereo al teatro di Mariupol' e incarcerata per 8 settimane in attesa del processo ai sensi delle leggi russe sulle fake news.
Più di 30 000 addetti alla tecnologia, 6 000 operatori sanitari, 3 400 architetti, più di 4 300 insegnanti, più di 17 000 artisti, 5 000 scienziati, e 2 000 attori e registi hanno firmato lettere aperte chiedendo al governo di Putin di fermare la guerra. Alcuni russi che hanno firmato petizioni contro la guerra in Ucraina hanno perso il lavoro.
Oltre 281 000 russi hanno firmato una petizione per mettere sotto accusa Putin. Alcuni imprenditori, affaristi e miliardari russi, tra cui Oleg Deripaska, Michail Fridman, Oleg Tinkov, Michail Chodorkovskij, Nikolaj Storonskij di Revolut, Vladimir Lisin, Aleksej Mordašov e Andrej Mel'ničenko, si sono espressi contro l'invasione e hanno chiesto il ritiro delle forze militari russe dall'Ucraina.
Il 3 marzo la LUKoil, la seconda compagnia energetica russa dopo Gazprom, ha chiesto un cessate il fuoco e mezzi diplomatici per risolvere il conflitto.
Il 24 marzo è stato pubblicato su TikTok un video che mostra un manifestante che lancia bombe Molotov contro le mura del Cremlino di Mosca. Il 28 marzo, la studentessa di Mosca Anastasija Levašova è stata condannata a 2 anni di carcere per aver lanciato una bottiglia Molotov alla polizia durante una manifestazione contro la guerra.
Almeno 4 insegnanti sono stati arrestati per aver criticato l'invasione nelle loro classi. Il 3 marzo, il ministero dell'istruzione russo ha incaricato gli insegnanti di tenere lezioni spiegando agli studenti "perché la missione di liberazione in Ucraina è una necessità". Il 20 marzo, sei donne hanno bloccato il traffico su un ponte a Zelenčukskaja chiedendo informazioni sui loro parenti mandati a combattere in Ucraina. Tutte e sei sono state arrestate.
Il 14 marzo, Marina Ovsjannikova, editrice di Pervyj kanal, ha interrotto la trasmissione del principale telegiornale del canale Vremja durante la prima serata alzando un cartello con un messaggio contro la guerra. Il cartello diceva: "NO GUERRA. Ferma la guerra. Non credere alla propaganda, qui ti viene mentito. Russi contro la guerra".
Ovsjannikova, figlia di padre ucraino e madre russa, ha anche pubblicato un video preregistrato su OVD-Info in cui esprimeva vergogna per il suo ruolo nella diffusione della "propaganda del Cremlino" su Channel One. È stata detenuta dalla polizia più tardi quella sera ed è stata rilasciata, secondo TASS. Ovsjannikova è stata arrestata e successivamente rilasciata di nuovo il 17 luglio dopo aver organizzato una protesta solitaria al Sophia Embankment, di fronte al Cremlino, due giorni prima.
Nel maggio 2022, il cantante rock Jurij Ševčuk è stato processato dopo aver parlato contro Putin e la guerra in Ucraina in un concerto a Ufa.
Altri hanno tentato di rimuovere i simboli delle azioni filo-russe, come la lettera Z. Un uomo, poi fuggito in Armenia, secondo quanto riferito, ha fermato un'auto con la lettera Z sul parabrezza con una pala e ha ordinato agli occupanti dell'auto di strappare via la lettera.

## Nell'Ucraina occupata dai russi
Durante l'invasione russa dell'Ucraina del 2022 e la conseguente occupazione russa di Paesi e città in Ucraina, si sono verificati numerosi episodi di resistenza non violenta da parte della popolazione civile contro l'occupazione. I residenti locali hanno organizzato proteste contro l'invasione russa e, talvolta, tentato di bloccare il movimento dei militari russi, scatenando risposte in cui, in taluni casi, i russi hanno aperto il fuoco, causando, secondo alcune fonti, alcuni morti e decine di feriti.
Human Rights Watch ha riferito di casi di tortura di cittadini, manifestanti, giornalisti, attivisti, volontari, funzionari e prigionieri di guerra nel sud dell'Ucraina occupato dai russi.

### Febbraio
Il 27 febbraio, a Dniprorudne, i residenti con il sindaco hanno bloccato la strada all'esercito russo.
Il 28 febbraio, a Berdjans'k, quando le truppe russe erano già in città, i residenti hanno organizzato una protesta. Raduni simili si sono poi ripetuti spesso. Il 20 marzo, le truppe russe hanno sparato in aria, minacciando i manifestanti e reprimendo una manifestazione.

### Marzo
Dall'1 al 2 marzo, migliaia di residenti di Enerhodar hanno bloccato l'ingresso in città ai convogli militari russi. Il 20 marzo, in città si è tenuta una manifestazione contro il rapimento di residenti e funzionari da parte delle truppe russe. Il 1º marzo, a Melitopol', i residenti locali hanno organizzato una manifestazione di protesta durante la quale hanno marciato lungo il viale da Piazza della Vittoria all'edificio della SBU, occupato dall'esercito russo. Secondo la pubblicazione online locale Naš Horod, "incapaci di resistere alla pressione [fuori dall'edificio], i soldati russi hanno aperto il fuoco, prima in aria e poi sui cittadini" e "una persona ha ricevuto una ferita da arma da fuoco al ginocchio". Secondo il servizio ucraino della BBC News, i residenti locali hanno organizzato una protesta pacifica, con diverse migliaia di persone, sotto le bandiere ucraine e hanno accusato i soldati russi di aver bombardato e saccheggiato negozi. Dal 10 marzo, le proteste attraverso il centro di Melitopol si sarebbero ripetute quotidianamente.
Il 1º marzo, a Kup''jans'k, nell'Oblast' di Charkiv, si è svolta una manifestazione dispersa da parte dell'esercito russo.
Dal 2 marzo si sono svolte proteste regolari a Prymors'k.
Il 2 marzo, vicino al villaggio di Vodjane, nell'Oblast' di Zaporižžja, i residenti locali hanno bloccato la strada alle truppe russe. Si sono svolti negoziati tra il sindaco di Vodjane e il sindaco del vicino villaggio di Kamenka con un rappresentante della parte russa, il quale ha proposto che se al convoglio militare fosse stato permesso di passare attraverso l'insediamento fino a destinazione, nessuno sarebbe stato ferito; i residenti hanno rifiutato. Secondo il sindaco della vicina Enerhodar, intorno alle 15:30 ora locale, le truppe russe hanno aperto il fuoco sui manifestanti, ferendone due.
Anche a Starobil's'k il 2 marzo i residenti ha bloccato la strada ai russi. Il 6 marzo, la gente del posto ha sostituito la bandiera della RPL alzata dalle truppe russe vicino all'edificio del governo locale con la bandiera ucraina.
Il 4 marzo, dopo l'occupazione di Novopskov, nell'Oblast' di Luhans'k da parte delle truppe russe, i residenti locali si sono recati a una protesta sotto le bandiere ucraine. Secondo Ukrains'ka pravda, citando i residenti locali, una persona è rimasta ferita a seguito di sparatorie contro i manifestanti a Novopskov. Il 5 marzo la popolazione locale ha nuovamente protestato e su di loro è stato nuovamente aperto il fuoco di avvertimento; secondo il capo dell'amministrazione statale regionale di Luhans'k, Serhij Hajdaj, 3 residenti locali sono rimasti feriti.
Il 5 marzo, i residenti di Cherson sono andati a una manifestazione con bandiere ucraine e hanno cantato che la città è ancora ucraina e non sarà mai russa, nonostante l'occupazione. L'esercito russo ha aperto il fuoco di avvertimento contro i manifestanti. Allo stesso tempo, la polizia nazionale ucraina ha pubblicato un video in cui un agente di polizia di Cherson, con in mano una bandiera ucraina, è saltato su un blindato russo che stava passando davanti alla manifestazione, e i residenti locali hanno sostenuto la sua azione con grida e applausi. Il 7 marzo, l'ufficio del procuratore regionale dell'Ucraina di Cherson, sulla base dell'articolo 438, parte 2, del codice penale ucraino (violazione delle leggi e dei costumi di guerra, associata all'omicidio premeditato), ha aperto un procedimento penale sulla morte di un manifestante a Nova Kachovka. Secondo l'indagine, durante una manifestazione del 6 marzo, l'esercito russo ha aperto il fuoco indiscriminatamente contro i manifestanti "nonostante il fatto che le persone fossero disarmate e non rappresentassero alcuna minaccia", provocando almeno un morto e sette feriti. Il 20 marzo, i manifestanti a Cherson hanno affrontato diversi veicoli militari russi dicendo loro di "andare a casa". Il 27 aprile, a Cherson l'amministrazione comunale è stata respinta e dispersa la protesta filoucraina.
Il 6 marzo, c'è stata una protesta a Novotroïc'ke, nell'Oblast' di Luhans'k. Il 7 marzo, c'è stata una protesta a Tokmak.
Il 16 marzo, si è radunata una protesta contro l'arresto del sindaco a Skadovs'k.
Ci sono state proteste a Slavutyč il 26 marzo, quando la battaglia di Slavutyč si è intensificata, con la Russia che ha tentato di occupare la città. Più di 5 000 residenti della città hanno preso parte a una protesta pacifica, fino a quando non è stata interrotta dalle truppe russe che sparavano colpi di avvertimento e lanciavano granate stordenti sulla folla, ferendo almeno un civile.

### Aprile
Il 2 aprile, le truppe russe disperdono violentemente una manifestazione a Enerhodar con esplosioni.

## Nel resto del mondo

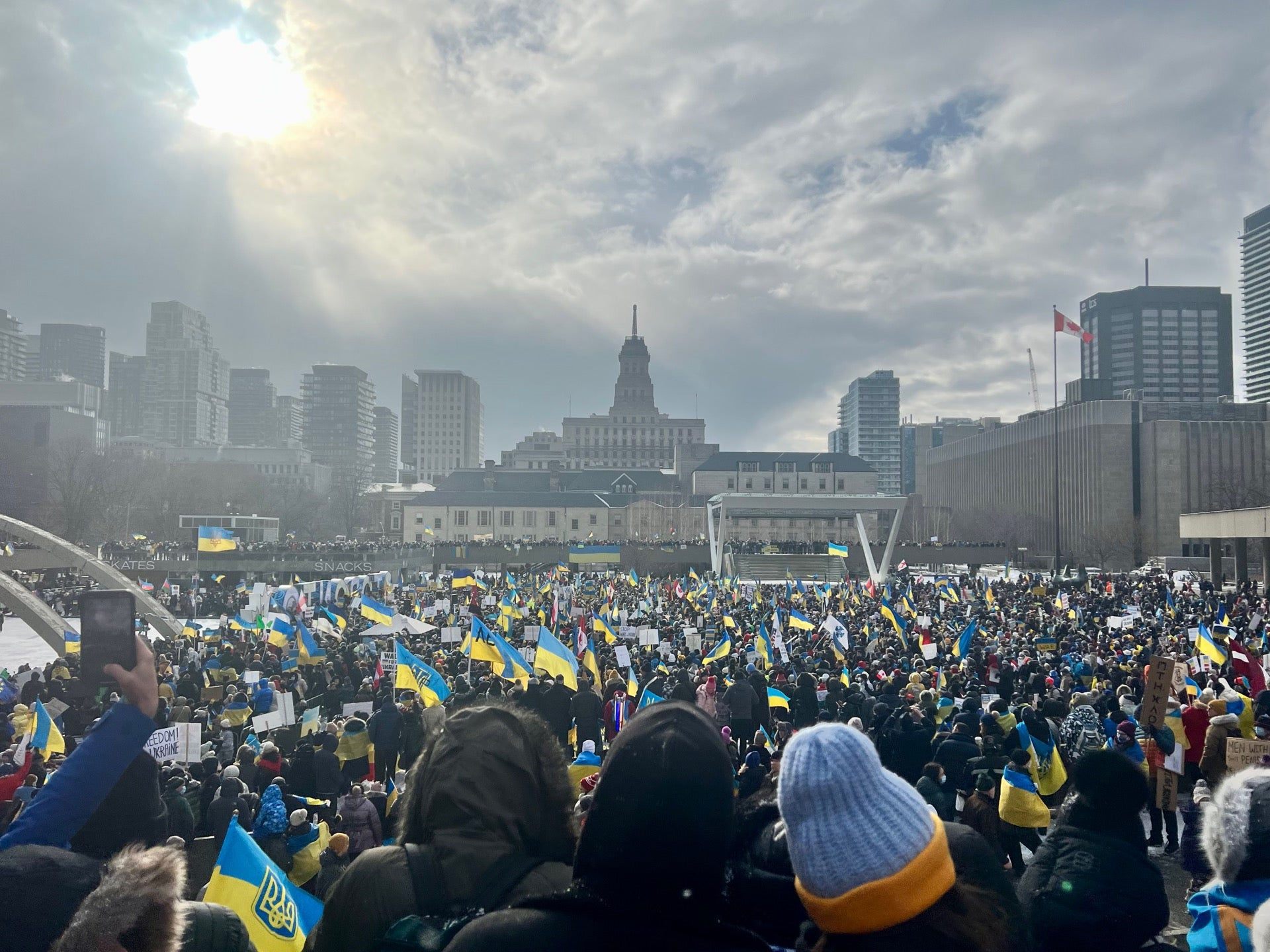
Protesta a Toronto, Canada.

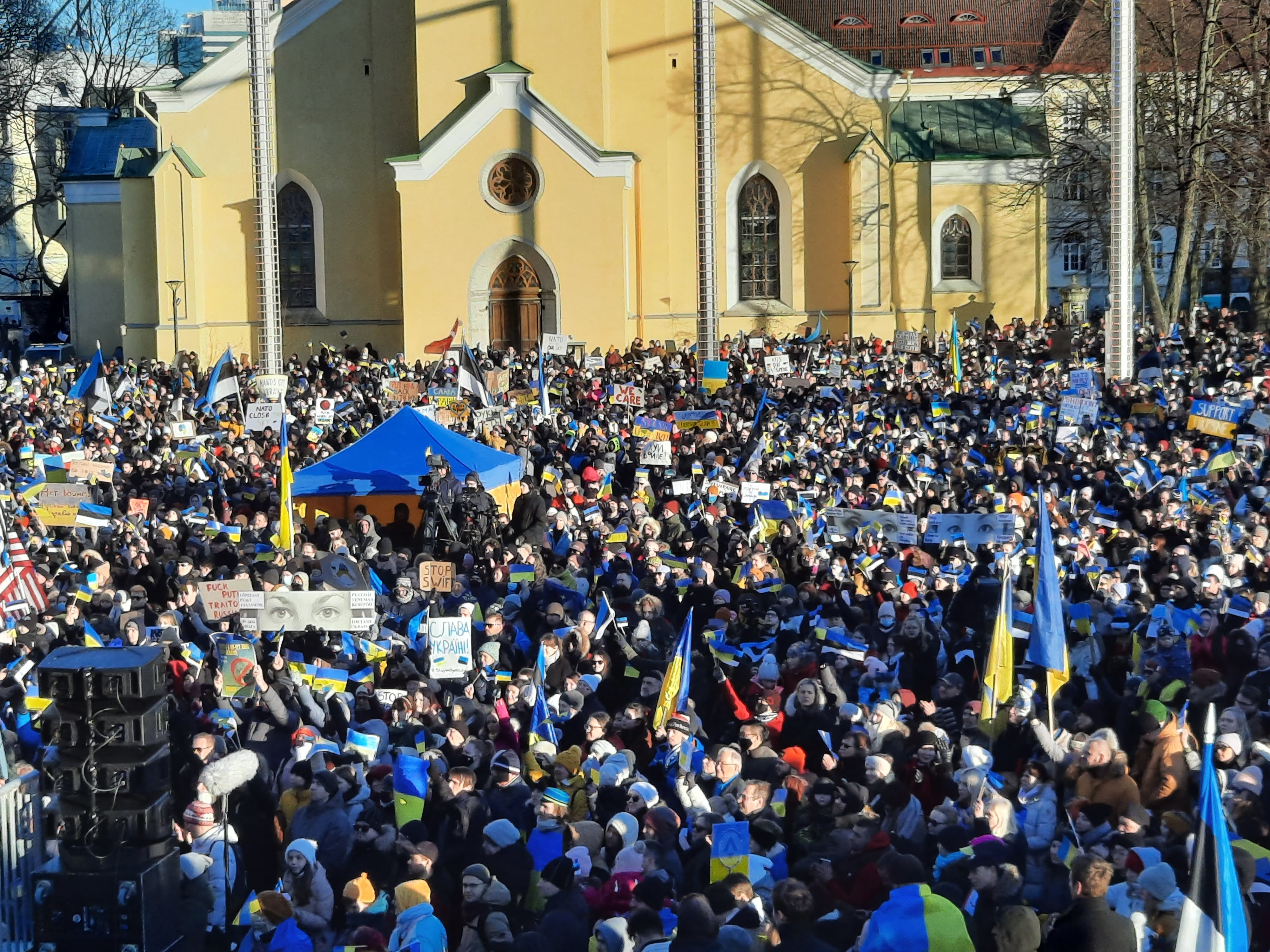
Protesta a Tallinn, Estonia.

Si sono verificate manifestazioni e proteste pro-Ucraina anche in Albania, Andorra, Argentina, Armenia, Azerbaigian, Bangladesh,Bielorussia, Belgio, Bolivia, Bosnia ed Erzegovina, Brasile, Bulgaria, Canada, Cile, Colombia, Costa Rica, Croazia, Repubblica Ceca, Danimarca, Ecuador, Estonia, Finlandia, Francia, Georgia, Grecia, Ungheria, Islanda, Indonesia, Iran, Irlanda, Israele, Italia, Giappone, Kazakistan, Kosovo, Kirghizistan, Lettonia, Libano, Lituania, Lussemburgo, Malesia, Malta, Messico, Moldavia, Montenegro, Nepal, Paesi Bassi, Nuova Zelanda, Macedonia del Nord, Norvegia, Pakistan, Panama, Perù, Filippine, Polonia, Portogallo, Romania, Serbia, Slovacchia, Slovenia, Sudafrica, Corea del Sud, Spagna, Sri Lanka, Svezia, Taiwan, Thailandia, Turchia, Stati Uniti, Regno Unito, Uruguay e Venezuela.

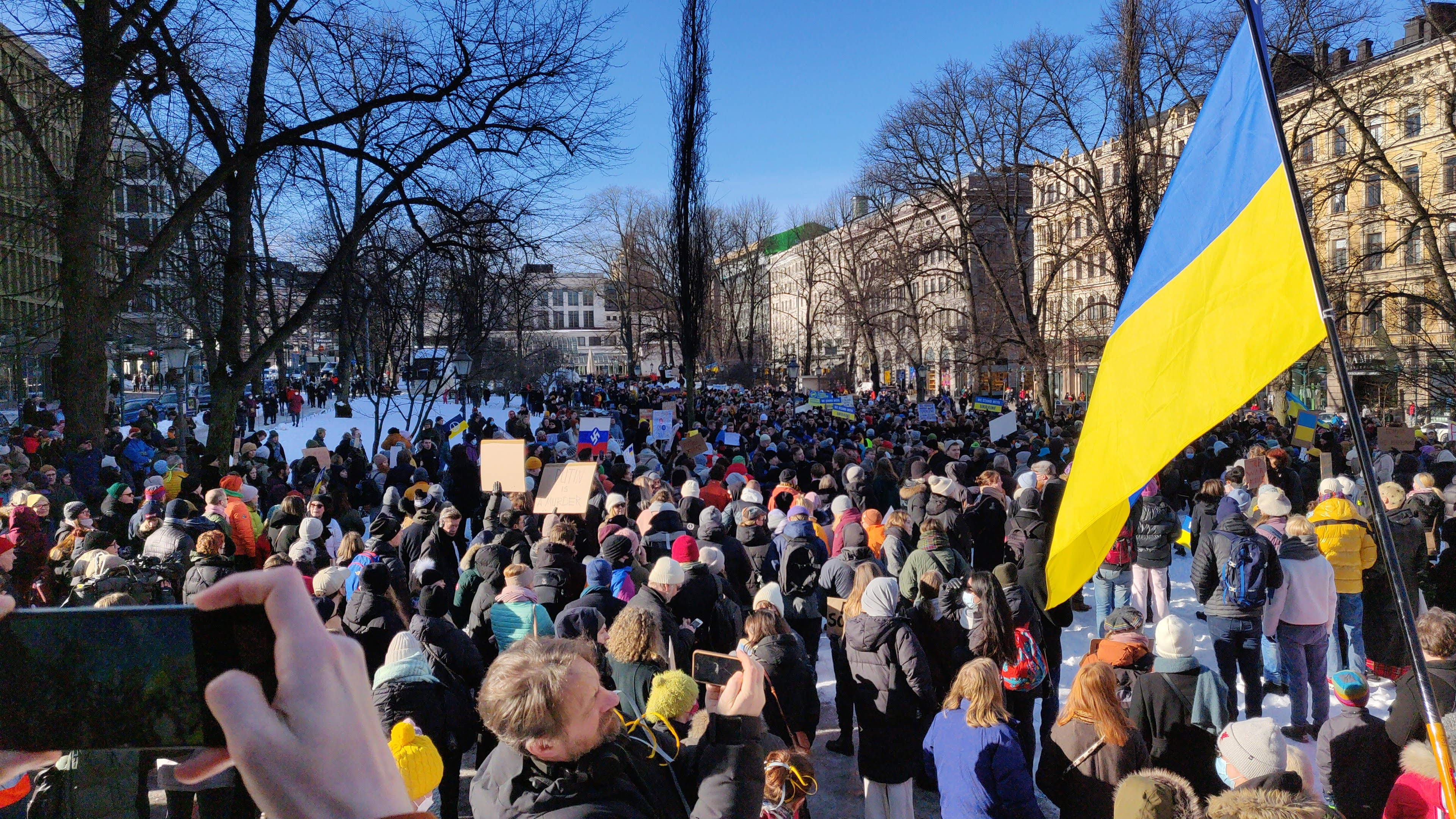
Protesta a Helsinki, Finlandia.

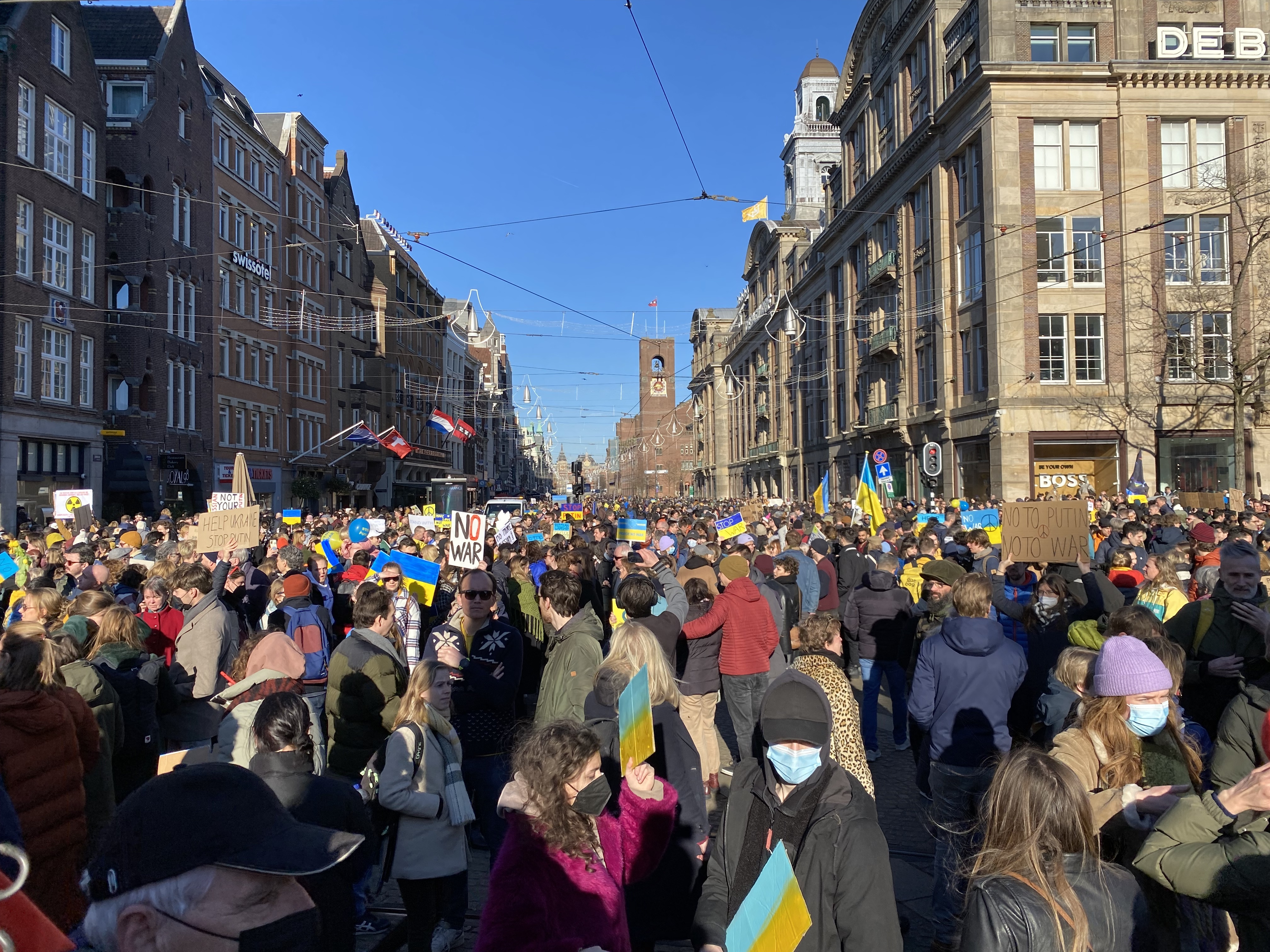
Protesta a Amsterdam, Paesi Bassi.

Durante un referendum costituzionale, i manifestanti bielorussi a Minsk hanno gridato "No alla guerra" nei seggi elettorali. Secondo il ministero degli affari interni della Bielorussia, quel giorno sono state arrestate 800 persone.
Il 26 febbraio si sono svolte proteste di massa a Tallinn, Tartu e Narva. Il consiglio della polizia estone e della guardia di frontiera ha stimato che 30 000 persone stavano partecipando alla protesta a Tallinn al suo apice. Questa è stata la più grande protesta del Paese dopo quelle del 1991, quando ha ripristinato la sua indipendenza.
A Praga, circa 80 000 persone hanno protestato in Piazza San Venceslao. Il 26 febbraio, diversi camionisti di Freedom Convoy a Chicago hanno protestato contro l'invasione.
Il 27 febbraio, più di 100 000 si sono radunati a Berlino per protestare contro l'invasione russa. Il 28 febbraio, invece della tradizionale sfilata del Carnevale di Colonia, cancellata pochi giorni prima a causa del COVID-19, più di 250 000 (invece dei previsti 30 000) si sono radunati a Colonia in un marcia per la pace per protestare contro l'invasione russa.

### Russofobia
Oltre alle proteste, sono stati segnalati anche casi di russofobia e discriminazione contro la diaspora russa e contro gli immigrati di lingua russa provenienti da Stati post-sovietici in seguito alla guerra. In Germania, la polizia ha registrato 383 reati anti-russi nell'aprile 2022 e parte della popolazione di lingua russa ha protestato contro "l'odio e le molestie", separatamente e in inferiorità numerica rispetto a una contro-manifestazione simultanea pro-Ucraina.
Diverse città hanno cambiato i nomi delle strade con nomi pro-Ucraina, spesso modificando di conseguenza gli indirizzi delle ambasciate russe.